# Accidente del C-130 Hercules en Argelia de 2014
El accidente de un C-130 Hercules de la Fuerza Aérea Argelina en 2014 ocurrió el 11 de febrero en una región montañosa de la provincia de Oum el-Bouaghi, 500 kilómetros al este de la capital Argel. El avión había despegado de Tamanrasset, 2000 kilómetros al sur de la capital, y tenía como destino el aeropuerto de Constantina. El saldo fue de 77 muertos y un superviviente.
Según lo informado por el Ministerio de Defensa, la aeronave transportaba a 74 pasajeros y 4 tripulantes. El Lockheed C-130 Hercules se estrelló mientras volaba sobre el monte Fertas, en la provincia de Oum el-Bouaghi, alrededor de las 11:00 (GMT). Condiciones meteorológicas desfavorables con una tormenta de nieve serían las causas del accidente.
Es el peor siniestro aéreo ocurrido en Argelia desde que un avión de Air Algerie se estrelló en 2003 dejando un total de 102 fallecidos. Sobrevivió un pasajero solamente, que fue trasladado inmediatamente al hospital de Constantina, la ciudad más próxima al siniestro.